# Ernst Edvald Dahlberg
Ernst Edvald Dahlberg, född 10 maj 1858 i Skänninge församling i Östergötlands län, död 1 november 1888 i Oristano på Sardinien, var en svensk mönsterritare.
Han var son till possessionaten Johan Fredrik Dahlberg och hans hustru. Efter avslutade studier vid Norrköpings tekniska läroverk reste Dahlberg till Frankrike. Där arbetade han som mönsterritare och etablerade slutligen en egen mönsterateljé. Han nådde stora framgångar och sålde förutom i Frankrike även mönster till England och Österrike. Efter en kortare studieresa till Tyskland blev han utpekad som tysk spion. De förföljelser som drabbade honom efter detta och den stora arbetsbördan i ateljén bröt ner hans hälsa varför han avvecklade sina affärer i Paris. Han flyttade till Italien 1886 med målsättningen att utbilda sig till konstnär. Han avled under en resa till Paris 1888.